# Justin Welby

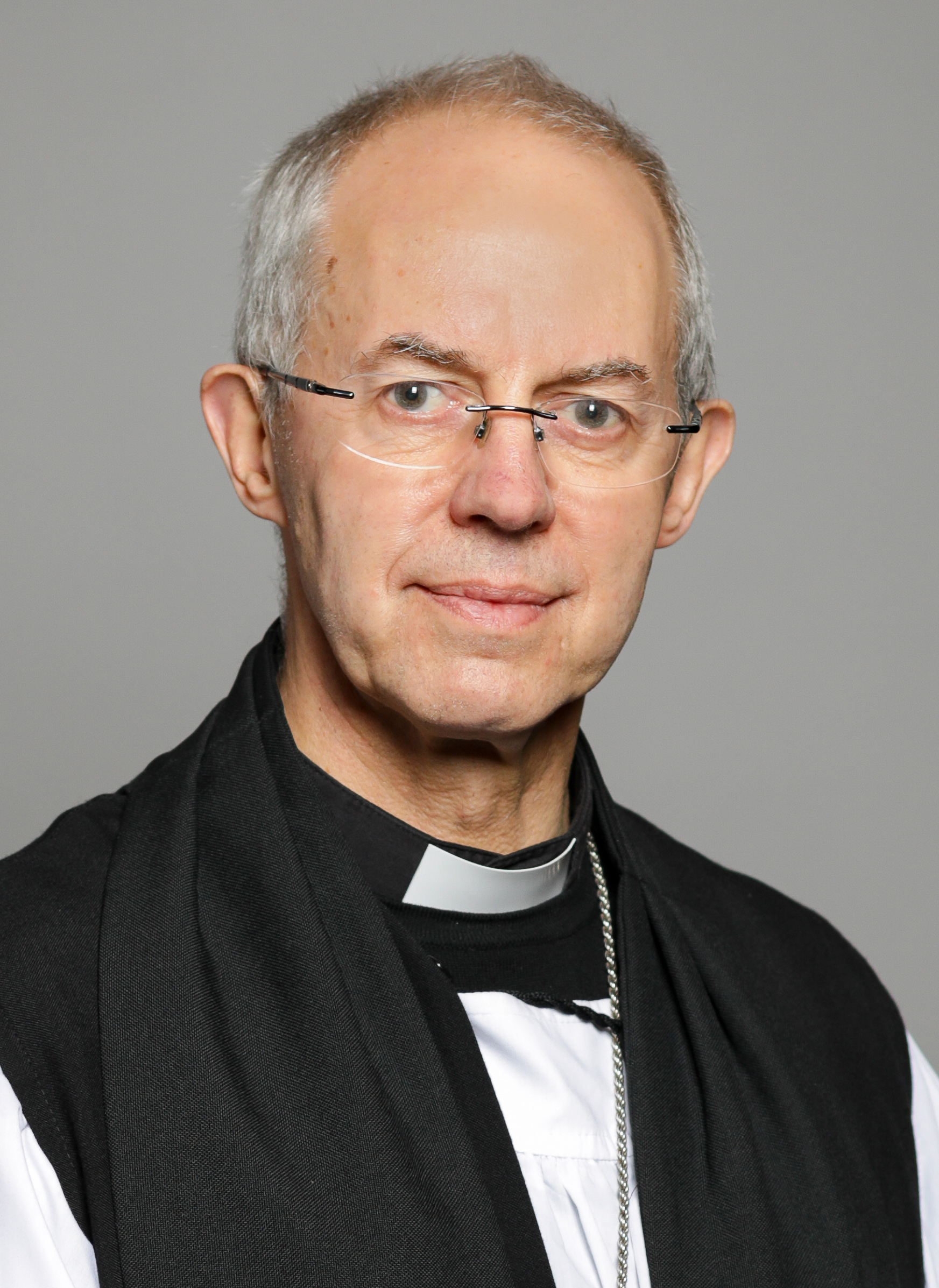
Justin Welby (2019)

Justin Portal Welby GCVO (* 6. Januar 1956 in London) ist ein britischer anglikanischer Geistlicher und Theologe. Er war von Juni 2011 bis Dezember 2012 Bischof von Durham in der Church of England. Von März 2013 bis Januar 2025 war er der 105. Erzbischof von Canterbury als Nachfolger von Rowan Williams; seine Amtseinführung erfolgte am 21. März 2013. Er kündigte im November 2024 an, von seinem Amt zurückzutreten, da er Missbrauchsfälle in der Church of England nicht öffentlich gemacht hatte. Seine Amtszeit endete an Epiphanias, 6. Januar 2025.

## Leben

Wappen von Justin Welby als Erzbischof von Canterbury

Welby kam gemäß früherer offizieller Auffassung als Sohn von Gavin Bernard Welby und dessen Ehefrau Jane Gillian Welby, geborene Portal, zur Welt. Dementsprechend galt väterlicherseits Bernard Weiler, ein deutsch-jüdischer Einwanderer, als sein Großvater, wovon Welby allerdings erst im Erwachsenenalter Kenntnis erhielt. Seine Mutter heiratete 1975 erneut, den britischen Manager und Life Peer Charles Williams, Baron Williams of Elvel.
Im April 2016 wurde bekannt, dass Welbys Vater nicht wie angenommen Gavin Welby war, sondern Anthony Montague Browne (verstorben 2013), der Privatsekretär Winston Churchills. Browne und Jane Portal (verheiratete Welby) hatten vor Janes Hochzeit eine kurze Beziehung. Ein Vaterschaftstest, den Welby nach Veröffentlichungen des Daily Telegraph vornehmen ließ, ergab, dass er mit einer Wahrscheinlichkeit von 99,9779 % der Sohn Brownes ist. Welby und seine Mutter kommentierten das Ergebnis mit Überraschung und verwiesen darauf, dass Justin Welby genau neun Monate nach der Eheschließung von Jane Portal und Gavin Welby geboren worden sei. Aufgrund des Untersuchungsergebnisses bekam Welby auch eine drei Jahre ältere Halbschwester.
Welby besuchte das Eton College. Er studierte Rechtswissenschaften und Geschichte am Trinity College der Cambridge University. 1978 erwarb er dort den Bachelor of Arts; 1990 folgte später dort der Master of Arts. Er arbeitete nach seinem Bachelor-Abschluss über zehn Jahre, mit beruflichen Stationen in London und Paris, als Finanzmanager in der Erdölindustrie. Schwerpunkte seiner Tätigkeit waren Erdölförderungsprojekte in Westafrika (hauptsächlich Nigeria) und in der Nordsee. Zuletzt war er Group Treasurer bei Enterprise Oil plc, einer großen britischen Erdölförderungsgesellschaft, wo er für den gesamten Finanzbereich zuständig war. Während dieser Zeit war er bereits Leiter der Laiengeistlichen (Lay Leader) an der Kirche Holy Trinity Brompton im Londoner Stadtteil Brompton.
Durch einen Alpha-Kurs an der Holy Trinity Brompton fand er zum christlichen Glauben und studierte dann von 1989 bis 1992 Theologie am St John’s College der Durham University in Durham. 1992 wurde er zum Diakon geweiht. 1993 folgte die Weihe zum Priester. Von 1992 bis 1995 war er Vikar (curate) in Nuneaton in der Grafschaft Warwickshire, mit Zuständigkeit auch für die Gemeinden Chilvers Coton und Astley.
1995 wurde er Pfarrer (rector) in Southam, einer kleinen Gemeinde in der Grafschaft Warwickshire; 1996 übernahm er als Pfarrer (vicar) auch die Zuständigkeit für die Gemeinde in Ufton. Beide Ämter hatte er bis 2002 inne. Durch Jugendarbeit und Familienbesuche konnte er die Anzahl der aktiven Kirchenbesucher verdreifachen; Hochzeiten und Taufen nahmen in den Gemeinden wieder zu. Neben traditionellen Formen, die er beibehielt, führte er auch moderne Elemente in die Liturgie ein.
2002 wurde er zum Residenzkanoniker (residentiary canon) an der Kathedrale von Coventry in Coventry ernannt. Außerdem war er von 2002 bis 2005 „Co-Director for International Ministry“ am International Centre for Reconciliation. 2005 wurde er Stellvertretender Leiter (Sub Dean) des Domkapitels der Kathedrale von Coventry; gleichzeitig war er in seinem letzten Jahr in Coventry auch verantwortlicher Pfarrer (Priest-In-Charge) an der Holy Trinity Church, der größten Innenstadtgemeinde Coventrys. Schwerpunkte seiner Tätigkeit in Coventry war die Gemeindearbeit in Wohnvierteln mit sozialen Brennpunkten, die Arbeit mit sozial benachteiligten Familien und die Förderung der Zusammenarbeit von verschiedenen religiösen und ethnischen Gruppierungen.
Im Dezember 2007 wurde er Dekan von Liverpool; am 8. Dezember 2007 wurde er in der Kathedrale von Liverpool in sein Amt eingeführt. Während seiner Amtszeit in Liverpool führte er moderne Formen der Liturgie ein, verstärkte die Zusammenarbeit von Geistlichen und Laien und intensivierte die Zusammenarbeit mit anderen Konfessionen. Im Juni 2011 wurde seine Ernennung zum Bischof von Durham als Nachfolger von Nicholas Thomas Wright offiziell bekanntgegeben. Im September 2011 wurde vom Domkapitel des York Minster seine Wahl zum Bischof von Durham bestätigt. Seinen letzten Gottesdienst in Liverpool zelebrierte er am 2. Oktober 2011. Am 28. Oktober 2011 wurde Welby in der Kathedrale von York offiziell zum Bischof geweiht. Am 26. November 2011 wurde er mit einem feierlichen Gottesdienst in der Kathedrale von Durham in sein Amt eingeführt.
Am 9. November 2012 wurde Welby als Nachfolger von Rowan Williams als Erzbischof von Canterbury benannt. Das Amt des Premierministers gab die Entscheidung von Elisabeth II. bekannt, die sie als Fidei defensor (Oberhaupt der Church of England) getroffen hatte.
Am 19. September 2022 hielt Welby die Predigt beim Trauergottesdienst für Königin Elisabeth II. und am 6. Mai 2023 leitete er die Krönungszeremonie für König Charles III., beides in der Westminster Abbey.
Welby befürwortete wie sein Vorgänger Rowan Williams die im Juli 2014 erfolgte Einführung der Frauenordination im Bischofsamt. Er gehört dem evangelikalen Flügel der Church of England an.
Am 12. November 2024 gab Welby bekannt, vom Amt des Erzbischofs von Canterbury zurückzutreten. Als Grund gab er an, dass er persönlich und institutionell Verantwortung für die Versäumnisse in der Aufarbeitung von Missbrauchsfällen durch John Smyth übernehme. Smyth war in den 1980er Jahren in der evangelikalen Jugendarbeit der anglikanischen Kirche tätig; die Missbrauchsfälle waren Welby spätestens seit 2013 bekannt. Der Rücktritt erfolgte nach der Veröffentlichung einer unabhängigen Studie.
Neben seinen kirchlichen Ämtern übte Welby eine Reihe von weiteren Ämtern und Funktionen aus. Am Southam College war er von 1996 bis 2002 Vorsitzender der Elternvereinigung (Parent Governor) und von 1998 bis 2002 Vorsitzender des Verwaltungsrats (chair of governors). Außerdem hatte er beim South Warwickshire General Hospitals National Health Service Trust verschiedene Ämter inne; dort war er Non Executive Director (1998–2000) und Vorsitzender (Chair, 2000–2002).
Welby verfasste mehrere Bücher, wissenschaftliche Aufsätze und Zeitschriftenbeiträge in Englisch und Französisch zu den Themen Internationale Finanzpolitik, Ethik und Management und (im theologischen Kontext) zum Gedanken der Versöhnung und Aussöhnung mit Gott und der Kirche.

## Mitgliedschaft im House of Lords
Welby gehört seit 2011 als Geistlicher Lord dem House of Lords an. Als Bischof von Durham gehörte Welby zu den Lords Spiritual, die verfassungsgemäß automatisch einen Sitz im House of Lords innehaben. Er trat damit auch im House of Lords die Nachfolge von Nicholas Thomas Wright an. Seine offizielle Einführung im House of Lords fand am 12. Januar 2012 statt. Bei seiner Amtseinführung und der Eidesleitung wurde er von John Sentamu, dem Erzbischof von York, und Richard Chartres, dem Bischof von London, begleitet. Seit 2013 war er in seiner Funktion als Erzbischof von Canterbury weiterhin festes Mitglied des House of Lords.
Als Themen von politischem Interesse gab Welby auf der Webseite der Church of England Finanzpolitik und Wirtschaftspolitik, die Förderung von Friedensprozessen insbesondere in Afrika und im Mittleren Osten und die Europapolitik an. Als Länder von besonderem Interesse nannte die offizielle Webseite des House of Lords Frankreich, Burundi, die Demokratische Republik Kongo, Israel, Kenia, Nigeria und Palästina.

## Privates
Welby ist seit 1979 mit Caroline Eaton verheiratet, die er in den 1970er Jahren als Studentin an der Universität Cambridge kennengelernt hatte. Aus der Ehe gingen insgesamt sechs Kinder hervor; ein Kind starb im Kindesalter bei einem Unfall.